# Barbara Żak-Ogaza
Barbara Żak-Ogaza (ur. 16 listopada 1931 w Krakowie, zm. 29 czerwca 2019 tamże) – polska biolog-entomolog.

## Życiorys
W 1955 obroniła pracę magisterską na Uniwersytecie Wrocławskim, w 1960 przedstawiła tam pracę doktorską. Prowadziła badania nad fizjografią czerwców (Hemiptera: Coccinea), oraz błonkówek (Hymenoptera), które pasożytują na czerwcach. Ponadto zajmowała się chemiczną i biologiczną ochroną roślin. Zawodowo związana z Katedrą Systematyki Zwierząt i Zoogeografii na Wydziale Nauk Biologicznych Uniwersytetu Wrocławskiego. Odznaczona Złotym Krzyżem Zasługi.
Dorobek naukowy Barbary Żak-Ogazy stanowią 22 publikacje naukowe oraz wydawnictwa m.in.:
- "Studien über Zehrwespen (Hymenoptera, Chalcidoidea) die auf in der Fauna Polens bekannten Schildläusen (Homoptera, Coccoidea) schmarotzen",
- "Fauna czerwców (Homoptera, Coccinea) Wyżyny Krakowsko–Częstochowskiej",
- "Life history of Steingelia gorodetskia (Homoptera, Coccinea)”.